# Гвано
Гвано је назив за измет морских птица и слепих мишева, који се таложи у великим количинама. Користи се као ђубриво и састојак за барут. Највеће наслаге птичјег гвана се налазе на пацифичком приморју Јужне Америке. Гвано слепих мишева се гомила у пећинама. 
Гвано се састоји од амонијака, фосфорне и других киселина, соли, а садржи и велику количину нитрата. Најзначајнији за продукцију птичјег гвана су корморани, а мање пеликани, блуне и галебови. Сушна и топла клима су предуслов за гомилање и одржавање квалитета гвана, пошто киша спира нитрате из њега.
Реч „гвано“ (шп. guano) потиче из кечуа језика. Инке су га скупљале и користиле као ђубриво. Главни разлог избијања Пацифичког рата (1879—1883), као и Шпанско-перуанског рата (1864—1866) око архипелага Чинча, везан је за контролу наслага гвана. На архипелагу Чинча наслаге гвана су биле дебеле и до 30 м, пре интензивне експлоатације у 19. веку. 